# 第47回ブルーリボン賞 (鉄道)

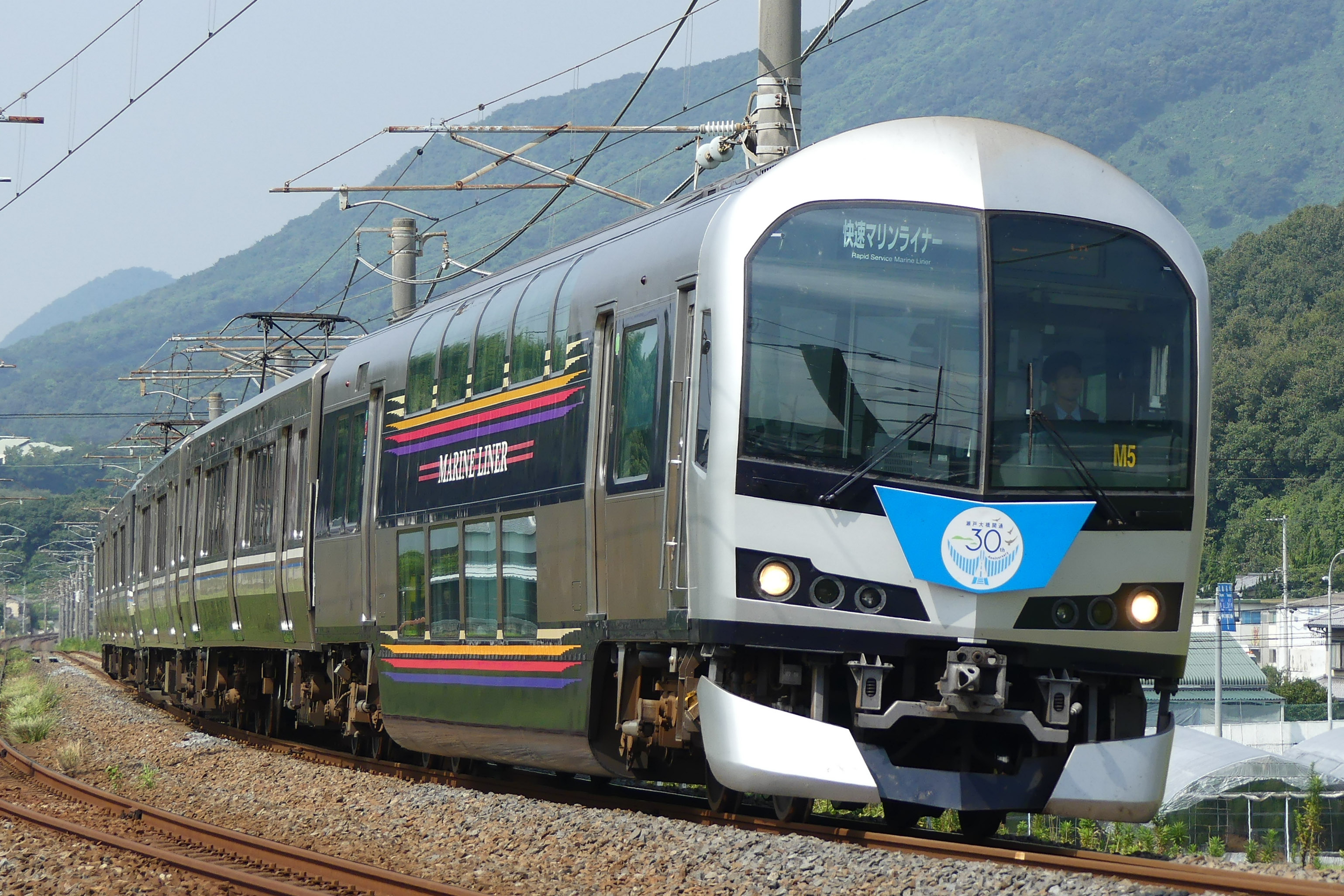
第47回ブルーリボン賞
JR四国5100形電車

第47回ブルーリボン賞（だい47かいぶるーりぼんしょう）は、2004年に鉄道友の会が選定したブルーリボン賞である。本項では、第44回ローレル賞（だい44かいろーれるしょう）についても併せて記す。

## 概要
日本国内で使用する鉄道・軌道車両のうち、2003年1月1日から12月31日までの間に日本国内で営業運転に就いた新形式車両またはそれとみなせる車両で、候補車両決定の時点で現に営業をしていることを概ねの要件とする選定候補車両15車種のなかから、ブルーリボン賞1形式が選定された。ローレル賞は1968年の第8回以来、該当車なしとなった。

## 選定車両

### ブルーリボン賞
- 四国旅客鉄道 5100形電車
  - 有効投票数3800票のうち最高得票の650票により選定。

### ローレル賞
- 該当車なし

## 候補車両
鉄道友の会ブルーリボン賞・ローレル賞選考委員会が候補車両とした15車種。
| 会社名             | 車両形式           |
| ------------------ | ------------------ |
| 会津鉄道           | AT-400形気動車     |
| 真岡鐵道           | モオカ14形気動車   |
| 京成電鉄           | 3000形電車         |
| 帝都高速度交通営団 | 08系電車           |
| 北越急行           | HK100形100番台電車 |
| 名古屋市交通局     | 7000形電車         |
| 愛知環状鉄道       | 2000系電車         |
| 伊勢鉄道           | イセIII型          |
| 立山開発鉄道       | 1,2客車            |
| 西日本旅客鉄道     | 125系電車          |
| 阪急電鉄           | 9300系電車         |
| 四国旅客鉄道       | 5100形電車         |
| 西日本鉄道         | 7050形             |
| 高千穂鉄道         | TR-400形気動車     |
| 沖縄都市モノレール | 1000形電車         |